# Catharina Ingelman-Sundbergová

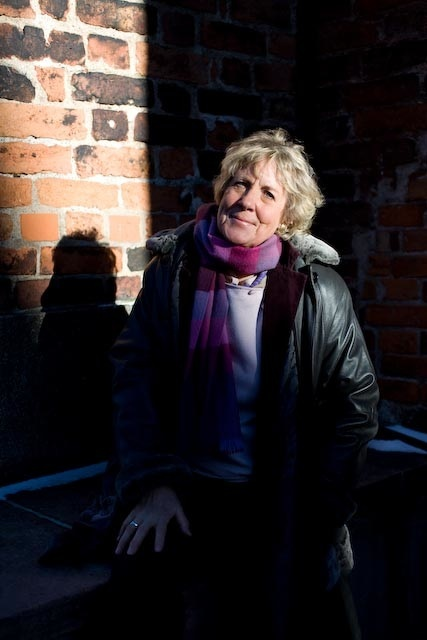
Catharina Ingelman-Sundberg (2012)

Catharina Ingelman-Sundbergová (* 10. ledna 1948, Švédsko) je švédská spisovatelka a novinářka, povoláním námořní archeoložka.

## Život
Narodila se ve Švédsku v roce 1948. Oba její rodiče, otec Axel Ingelman-Sundberg i matka Mirjam Furuhjelm byli lékaři, jeden z pěti sourozenců, bratr Magnus Ingelman-Sundberg je profesor molekulární toxikologie. Studovala historii, dějiny umění, archeologii a etnologii a pracovala v Námořním muzeu ve Stockholmu a v Oslu (Norwegian maritime museum Oslo). Během své patnáctileté kariéry námořní archeoložky se zúčastnila expedic zabývajících se zkoumáním historie lidstva na dnech oceánů. Podílela se například u břehů Austrálie na zkoumání vraku nizozemské lodi Batavia, která zde ztroskotala v roce 1629. Od mládí si přála být spisovatelkou a začala se nejprve věnovat literárnímu zpracování vědecko-populární tematiky, později pak historické literatuře, věnované především Vikingům, ve které uplatnila zkušenosti a poznatky ze své profese.
V roce 2012 vydala první humoristický román s „krimi“ zápletkou Kaffe med Rån (česky Brambory na vloupačku, 2014), následovaný v roce 2014 románem Låna är silver Råna är Guld  (česky Půjčiti stříbro, loupiti zlato, 2015). Pojednávají o partě seniorů, žijících v domově důchodců, kteří se nudí a tak začnou po vzoru Robina Hooda loupit. K napsání těchto knih ji inspirovala zhoršující se situace v péči o staré lidi ve Švédsku a jejím záměrem je s vtipem a nadsázkou na tento problém upozornit širší veřejnost. Kniha Brambory na vloupačku byla přeložena do více než 20 jazyků a chystá se její filmové zpracování. 
Mezi její záliby patří, kromě literatury, plavání a potápění.

## Dílo

### Beletrie
- 1991 Kampen mot bränningarna
- 1995 Vikingablot
- 1997 Vikingasilver
- 1999 Vikingaguld
- 2001 Mäktig mans kvinna
- 2006 Brännmärkt
- 2007 Förföljd
- 2009 Befriad
- 2010 Tempelbranden
- 2012 Kaffe med Rån
- 2014 Låna är silver Råna är Guld

#### Česky vyšlo
- 2014 Brambory na vloupačku (Kaffe med Rån), překlad: Helena Matochová, Argo, ISBN 978-80-257-1260-3
- 2015 Půjčiti stříbro, loupiti zlato (Låna är silver Råna är Guld), překlad: Helena Matochová, Argo, ISBN 978-80-257-1402-7